# Memphis Sounds
Memphis Sounds war der Name eines US-amerikanischen Basketballfranchise aus Memphis, Tennessee, die von 1974 bis 1975 in der American Basketball Association spielte. Sie begann als New Orleans Buccaneers und zog nach drei Spielzeiten in New Orleans, Louisiana nach Memphis, wo sie einige Heimspiele in der Vergangenheit vor mäßiger Kulisse spielte. Die umbenannten Memphis Pros spielten ihre Heimspiele im Mid-South Coliseum, das an den Mid-South Fairgrounds angrenzt was heute als Liberty Bowl Memorial Stadium bekannt ist.

## Frühere Franchisegeschichte

### Die Buccaneers 1968–1970
Die New Orleans Buccaneers waren ein Gründungsmitglied der ABA. Sie wurden von Babe McCarthy trainiert, der für zwei Dinge bekannt war: einmal dafür, dass er die Mississippi State University als Trainer zur Meisterschaft in der Southeastern Conference führte, und das in einer Ära, als der Basketball in dieser Liga von der University of Kentucky dominiert wurde. Das andere geschah, als die weiße Legislative in Mississippi der Mannschaft verbot, am gemischtrassigen NCAA-Turnier teilzunehmen. McCarthy brachte die Mannschaft mitten in der Nacht über die Staatsgrenze und ließ sie trotzdem teilnehmen, was ihm einen fast legendären Status bei einigen Leuten einbrachte (und ewige Feindschaft bei anderen).
Miteigner der Mannschaft war Morton Downey Jr., bevor dieser zu einem berühmten Talkshowgastgeber wurde. In seiner Autobiographie beschreibt Downey einen Vorfall, bei dem er verhaftet wurde, weil er einige seiner afroamerikanischen Spieler in ein ortsansässiges Restaurant mitnahm, sich selbst vor Gericht verteidigte und freigesprochen wurde.

### Memphis Pros 1970–1972
Nach der Saison 1969/70 wurden die Buccaneers nach Memphis umgesiedelt und wurden die Memphis Pros.

### Memphis Tams 1972–1974
Nach zwei Spielzeiten als Memphis Pros wurde die Mannschaft von Charlie O. Finley gekauft, der auch die Oakland Athletics in der MLB  und die California Golden Seals in der NHL besaß. Der Siegerbeitrag in einem Namensfindewettbewerb lautete auf Memphis Tams, vordergründig ein Akronym für Tennessee - Arkansas - Mississippi. Das Logo war eine Tam O'Shanter-Mütze in weiß, grün und golden, was ebenso die neuen Teamfarben waren, die man mit den Athletics und den Golden Seals gemeinsam hatte.

## Memphis Sounds 1974–1975
Es wurde bald offensichtlich, dass die Tams keine hohe Priorität für Finley hatten. Die Annehmlichkeiten wie Programmhefte begannen zu verschwinden und die Moral litt, als die Spieler sich zu wundern begannen, ob sie die Gehaltsschecks bekommen würden und ob die Bank sie annehmen würde, wenn sie sie einlösen wollten. Nach zwei derartigen Spielzeiten schritt die ABA ein und übernahm die Kontrolle über die Mannschaft. ABA Commissioner Mike Storen trat von seinem Posten bei der Liga zurück, um die Geschäfte zu übernehmen und ein neues Team in Memphis zu leiten.
Es mag verlockend sein zu denken, die Sounds wären nur eine Weiterführung der Memphis Tams, aber sie waren es nicht. Die Mannschaft hatte völlig neue Spieler, einen neuen Namen, komplett neue Mannschaftsfarben, eine neue Identität und neue Eigentümer. Storen führte mehrere lokale Größen als Miteigner an wie den Musiker Isaac Hayes und Kemmonis Wilson, den Gründer der Holiday-Inn-Hotelkette. Storen nannte das neue Team Memphis Sounds und entwickelte ein neues Logo in rot und weiß, wie auch die Teamfarben waren.
Storen bereinigte den alten Kader der Tams und brachte erfahrene Spieler herein wie Mel Daniels, Freddie Lewis, Roger Brown, Chuck Williams, Collis Jones, George Carter, Rick Mount und Julius Keye. Der einzige Spieler, der von den früheren Fans noch auflief, war Larry Finch, ein Publikumsliebling, weil er früher an der Memphis State University spielte.
Die Sounds, die von Joe Mullaney trainiert wurden, beendeten die Saison mit 27 Siegen und 57 Niederlagen, was für Platz vier in der Eastern Division und somit für die Playoffs reichte. Ihr Gegner in der ersten Runde waren die Kentucky Colonels, die die Eastern Division gewannen. Sie besiegten die Sounds mit 4:1 und gewannen am Ende auch die Meisterschaft.

## Resümee
Die Sounds waren finanziell nicht erfolgreich in Memphis, und so wurde das Franchise nach der Saison 1974/75 an eine Gruppe Geschäftsleute aus Baltimore, Maryland verkauft, die eine Mannschaft ins Leben riefen, die zuerst kurz als Baltimore Hustlers und dann als Baltimore Claws bekannt wurde.
Die Baltimore Claws sollten in der Saison 1975/76 in der ABA spielen. Die Mannschaft hatte schwere finanzielle Probleme und brach zusammen, bevor die Saison begann. In ihrer kurzen Geschichte bestritt sie nur drei Vorbereitungsspiele.
Nicht lange, nachdem die Claws aufgaben, taten dies auch die San Diego Sails und die Utah Stars, sodass die Liga abrupt von zehn auf sieben Teams schrumpfte. Das Versagen dieses Franchises war einer der Gründe für den Zusammenschluss von NBA und ABA im Sommer nach der Saison 1975/76.
Als die ABA aufgelöst wurde und die Rechte an ihr erloschen, übernahm ein Minor League Baseballteam in Nashville, Tennessee, die Nashville Sounds, Farben, Schema und Logo von den Memphis Sounds. Der Name wird immer noch genutzt, Farbschema und Logo aber nach 1998 geändert. 2001 kehrte der Profibasketball mit den Memphis Grizzlies aus der NBA nach Memphis zurück.